# Kivuruga (vattendrag, lat -3,22, long 29,73)
Kivuruga är ett vattendrag i Burundi. Det ligger i den centrala delen av landet, 40 kilometer öster om huvudstaden Bujumbura.
Omgivningarna runt Kivuruga är en mosaik av jordbruksmark och naturlig växtlighet. Runt Kivuruga är det tätbefolkat, med 369 invånare per kvadratkilometer.